# Salut d'Amour
Salut d'Amour (Liebesgruß), Op. 12, è un brano musicale composto da Edward Elgar nel 1888, originariamente scritto per violino e pianoforte.

## Storia
Elgar finì il pezzo nel luglio del 1888, quando ebbe una relazione romantica con Caroline Alice Roberts e lo chiamò Liebesgruss (Saluto d'amore) per la fluidità della signorina Roberts nel tedesco. Durante il loro fidanzamento lei gli aveva già presentato una poesia The Wind at Dawn, che Elgar mise in musica e, quando lui tornò a casa a Londra il 22 settembre da una vacanza a casa dell'amico Dr. Charles Buck a Settle, le donò Salut d'Amour come regalo di fidanzamento.
La dedica era in francese: "à Carice". "Carice" era una combinazione dei nomi di sua moglie Caroline Alice, ed era il nome che avrebbero dato alla figlia nata due anni dopo.
Non fu pubblicato da Schott & Co., un editore tedesco, con uffici a Magonza, Londra, Parigi e Bruxelles, fino a un anno dopo e le prime edizioni erano per violino e pianoforte, pianoforte solo, violoncello e pianoforte, e per piccola orchestra. Poche copie furono vendute fino a quando Schott cambiò il titolo in Salut d'Amour con Liebesgruss come sottotitolo e il nome del compositore come "Ed. Elgar". Elgar si rese conto che il titolo francese, avrebbe aiutato l'opera a essere venduta non solo in Francia ma in altri paesi europei.
La prima esecuzione pubblica fu quella nella versione orchestrale, in un concerto del Crystal Palace l'11 novembre 1889, diretto da August Manns. La prima registrazione di quella versione fu fatta nel 1915 per The Gramophone Company con un'orchestra diretta dal compositore. Già nel 1901 Salut d'Amour fu registrato per The Gramophone & Typewriter Ltd (predecessore di The Gramophone Company) da Jacques Jacobs, primo violino/direttore dell'orchestra del ristorante Trocadero. Auguste van Biene registrò una trascrizione per violoncello nel 1907.

## Eredità
Salut d'amour è una delle opere più note di Elgar e ha ispirato numerosi arrangiamenti per combinazioni strumentali molto diverse. Fu anche arrangiato nella canzone "Woo thou, Sweet Music" con le parole di A.C. Bunten.
La melodia, in mi maggiore, è stata inclusa nel videogioco del 2015 del Fallout 4 come parte delle sue canzoni di "Classical Radio Station".